# Crystle Lightning
 (mars 2019).
Si vous disposez d'ouvrages ou d'articles de référence ou si vous connaissez des sites web de qualité traitant du thème abordé ici, merci de compléter l'article en donnant les références utiles à sa vérifiabilité et en les liant à la section « Notes et références ».
Crystle Lightning, née le 5 février 1981 à Edmonton, est une musicienne et actrice canadienne.
Elle est connue pour avoir interprété Chloe dans le film American Pie Présente : No Limit!, ainsi que Jo dans le film Trois ninja se révoltent (1995) de Shin Sang-ok.